# Ti combino qualcosa di grosso
Ti combino qualcosa di grosso (Something Big) è un film western statunitense del 1971 diretto da Andrew V. McLaglen.

## Trama
Il film segue la storia e le comiche peripezie di Joe Baker, ragazzo deciso a diventare qualcuno e a fare qualcosa di grosso. Per poter realizzare il suo obbiettivo Joe ha bisogno di un'arma da fuoco, e per procurarsela arriverà a rapire una ragazza che si rivelerà essere la moglie di un comandante di cavalleria.